# Niccolò Nasoni

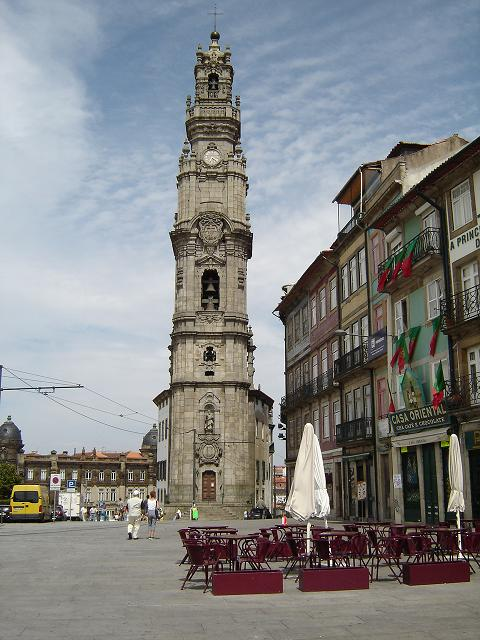
De Torre dos Clérigos die werd voltooid door Nasoni.

Niccolò Nasoni (San Giovanni Valdarno, 2 juni 1691 - Porto, 30 augustus 1773) was een Italiaans architect en schilder, die vooral actief was in Portugal en was in de 18e eeuw een van de invloedrijkste mensen in de stroming van de barok in Portugal.

## Biografie
Nasoni werd geboren in de Toscaanse plaats San Giovanni Valdarno. Zijn opleiding kreeg hij in Siena van Giuseppe Nicolo Nasini. Daar was hij vooral actief aan de Kathedraal van Siena.
Na zijn leer periode in Siena, was hij eerst een paar jaar actief in Rome. Vervolgens was hij enkele jaren actief op Malta waar hij in dienst was van grootmeester Antonio Manoel de Vilhena. Hij was daar verantwoordelijk voor de schilderingen op het plafond van het Grootmeesterspaleis in Valletta.
Daarna was hij vijftig jaar lang actief in Portugal, met name in Porto. Daar werd hij verantwoordelijk voor het opknappen van de Kathedraal van Porto. Tevens was hij in Port ook verantwoordelijk voor de bouw van het Bisschoppelijk Paleis in de stad. In 1732 kreeg Nasoni de opdracht om de Torre dos Clérigos te ontwerpen met bijbehorende kerk. Naar de voltooiing van het gebouw zo Porto uitgroeien tot een van Barokkaanse steden van Portugal. In 1773 overleed Nasoni en hij werd begraven in de kerk van de Clérigos.